# الحرية الدينية في بلجيكا

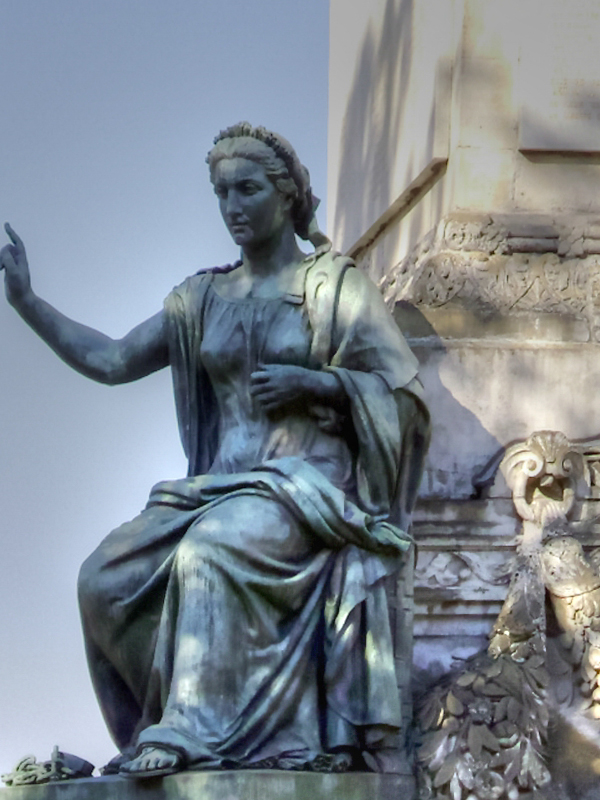

ينص الدستور على حرية الدين، وتحترم الحكومة بشكل عام هذا الحق في الممارسة. ومع ذلك، يمتلك المسؤولون الحكوميون سلطة البحث عن الجماعات الدينية غير المعترف بها رسميًا ومراقبتهم. يوجد تقارير قليلة عن انتهاكات مجتمعية أو تمييز قائم على المعتقد أو الممارسة الدينية، كما يوجد بعض التقارير التي تبين وجود تمييز ضد الأقليات الدينية أيضًا.

## وضع الحرية الدينية

### الإطار القانوني والسياسي
تمنح الحكومة مكانة «معترف بها» للكاثوليكية والبروتستانتية (بما في ذلك الإنجيلية والخمسينية) واليهودية والأنجليكانية (بشكل منفصل عن الجماعات البروتستانتية الأخرى) والإسلام والأرثوذكس (اليونان والروس). تتلقى الهيئات التمثيلية لهذه الجماعات الدينية إعانات من إيرادات الحكومة، كما تدعم الحكومة حرية المشاركة في المنظمات العلمانية. تعمل هذه الجماعات الإنسانية العلمانية كدين سابع «معترف به»، ويتلقى كيانها المنظم –وهو المجلس المركزي للمجتمعات الفلسفية غير الدينية في بلجيكا– أموالًا ومزايا مماثلة لمزايا الجماعات الدينية الأخرى المعترف بها.
تتحمل الحكومة والبرلمان الاتحاديان مسؤولية الاعتراف بالمجموعات الدينية ودفع أجور ومعاشات مدراء تلك الجماعات. وبسبب الإصلاح الدستوري الذي سُنَّ في عام 2001، نقلت السلطات الفيدرالية مسؤولية ضمان التعليم الديني، والمساءلة المالية للمجموعات الدينية، والمباني الدينية إلى مستويات أخرى من الحكومة. على سبيل المثال: تقع عمليات الرعية وصيانة الكنائس على مسؤولية السلطات البلدية، كما تتحمل المقاطعات تكلفة المساجد، بينما تدفع حكومات المجتمع الفلمنكي والفرنكوفوني والمجتمعات الناطقة بالألمانية رواتب المعلمين الدينيين وتكاليف البث العام.
دفعت الحكومة الفيدرالية في عام 2007 نحو 134مليون دولار (103 ملايين يورو) للجماعات الدينية المعترف بها. وهذا شمل نحو 15.2 مليون دولار (11.7 مليون يورو) للمنظمات غير الحكومية، و8.7 مليون دولار (6.7 مليون يورو) للجماعات الدينية الإسلامية. بلغ في عام 2006 مجموع نفقات الميزانية الفيدرالية 127 مليون دولار (98 مليون يورو). ووفقًا للبيانات التي قدمتها وزارة العدل، دفعت الحكومة الفيدرالية ذاك العام الرواتب إلى 3021 قس كاثوليكي و110 قس بروتستانتي/ إنجيليي و12 أنجليكاني و35 حاخام و48 قس أرثوذكسي و247 مدير علماني. لم تُصرَف رواتب لرجال الدين المسلمين بسبب عدم وجود اتفاق بين السلطات الفيدرالية/ الإقليمية والمجلس الإسلامي. وبشكل عام، بلغ إجمالي الإنفاق من قبل جميع مستويات الحكومة للتعليم الديني والمباني نحو 78062 مليون دولار (حوالي 580 مليون يورو). ملاحظة: استخدم تقرير 2006 عن طريق الخطأ الفرنك البلجيكي بدلاً من اليورو.
يتطلب النظام التعليمي العام –من رياض الأطفال وحتى الجامعة– حيادية صارمة في تقديم وجهات النظر الدينية الخاصة بأعضاء الهيئة التدريسية باستثناء معلمي الدين. يعتبر التعليم الديني أو «الأخلاقي» إلزامي في المدارس العامة، ويُقدّم وفقًا لتفضيلات الطالب الدينية أو غير الدينية. توفر جميع المدارس العامة معلمين لكل من الديانات الست المعترف بها، إذا تواجد عددً كافٍ من التلاميذ يرغبون في الحضور. يُرَشَّح معلمي الدين في المدارس العامة من قبل لجنة من مجموعتهم الدينية، ويتم تعيينهم من قبل وزير التعليم المعني بذلك. تُعرف المدارس الدينية المرخص لها والتي تتبع المنهج نفسه الذي تتبعه المدارس العامة بالمدارس «المجانية»؛ لأنهم يتلقون إعانات حكومية من المجتمع لنفقات العمل. تُدفَع رواتب المعلمين كما غيرهم من موظفي الخدمة المدنية من قبل حكوماتهم المجتمعية.
تطبق الحكومة خمسة معايير في تقرير ما إذا كان يجب منح الاعتراف لجماعة دينية: يجب أن يكون للدين هيكل أو تسلسل هرمي؛ يجب أن يكون لدى المجموعة عدد كاف من الأعضاء؛ يجب أن يكون الدين موجودًا في البلاد لفترة طويلة من الزمن؛ يجب أن تقدم قيمة اجتماعية للعامة؛ ويجب أن تلتزم بقوانين الدولة وتحترم النظام العام. هذه المعايير ليست موجودة في المراسيم أو القوانين، والحكومة لا تحدد رسميًا معنىً أو قيمةً واضحةً للعدد الكافي والمدة الطويلة. تُقدّم كل جماعة دينية تسعى للحصول على اعتراف رسمي ملفها إلى وزارة العدل التي تجري بعد ذلك مراجعة شاملة قبل التوصية بالموافقة أو الرفض. الموافقة النهائية على وسم «معترف به» هي مسؤولية البرلمان وحده. ومع ذلك، يقبل البرلمان عمومًا قرار وزارة العدل، يجوز للمجموعة التي رفضت وزارة العدل طلبها أن تستأنف القرار أمام مجلس الدولة.
قدمت في 7 نوفمبر/ تشرين الثاني عام 2006 لجنة من الخبراء –معينين من قبل وزير العدل– بعض التوصيات لتعديل نظام التمويل. امتنعوا عن الدعوة إلى إصلاح شامل مشيرين إلى أن النظام الذي بموجبه يقوم دافع الضرائب الفردي بالمساهمة في المجموعة الدينية التي يختارها، قد ينتهك الدستور وقوانين الخصوصية السائدة. اعترف أيضًا في 7 نوفمبر/ تشرين الثاني عام 2006 الكاردينال غودفريد دانيلز –رئيس الكنيسة الكاثوليكية البلجيكية– علنًا بتمييز نظام التمويل المعمول به للكنيسة الكاثوليكية إيجابًا، مضيفًا أنه لن يقاوم التغيير.
توصلت الحكومة الفيدرالية في 30 مارس/ آذار عام 2007 إلى الاتفاق على النص الخاص بمشروع قانون يهدف إلى الاعتراف بالبوذية باعتبارها «جماعة فلسفية غير طائفية». لم تحدد الحكومة موعدًا لتقديم مشروع القانون إلى البرلمان الذي تم حله في مايو/ أيار قبل الانتخابات في يونيو/ حزيران. بالرغم من ذلك، أعلن وزير العدل أن الأمانة الوطنية البوذية ستتلقى إعانات وأن العاملين سيتقاضون رواتبهم ابتداءً من عام 2008. 
لم يُعتَرف بالكنيسة الأرمنية رغم التداول بالموضوع، كما استمر النقاش حول تقديم الدولة الإعانات المالية للمجتمعات الدينية الصغيرة الأخرى. وبشكل عام، لا يمنع عدم الاعتراف بجماعة دينية ما هذه الجماعة من ممارسة معتقدها بحرية وانفتاح، وبذلك قد لا تتلقَ المجموعات غير المعترف بها إعانات حكومية، إلا أنها قد تتأهل للحصول على إعفاء ضريبي باعتبارها منظمات غير ربحية.
كانت الحكومتان الفلمنكية والفرانكفونية في نهاية عام 2006 تدرس كيفية تدريب الأئمة على التعليم الديني. اختارت الحكومتان معايير للتدريب الأكاديمي على نفس مستوى مشرفي الجماعات الدينية الأخرى المعترف بها.
قضت محكمة الاستئناف في أنتويرب في عام 2005 بأنّ مسألة ارتداء النساء للحجاب في العقيدة الإسلامية خارج نطاق صلاحيتها، وهي أعلى هيئة عالجت هذه القضية.
أنشأت الحكومة في عام 1993 مركز تكافؤ الفرص والنضال ضد العنصرية المعروف باسم مركز مكافحة العنصرية، ليعمل باعتباره وكالة مستقلة مسؤولة عن معالجة جميع أنواع التمييز، بما في ذلك التمييز الديني. يخضع هذا المركز لتوجيه من وزارة التكامل الاجتماعي إضافةً لمكتب رئيس الوزراء الذي يقوم بنفسه بتعيين رئيس المركز على أن تكون مدة إدارته ست سنوات، ولا يجوز لرئيس الوزراء إقالة المدير بمجرد تعيينه.
استحدثت وزارة العدل في آذار/ مارس عام 2006 آلية لتحديد جرائم الأفعال العنصرية أو كراهية الأجانب أو رهاب المثلية، مما سهّل مقاضاة التمييز باعتباره عملًا إجراميًا. قرر الوزير تعيين قاضٍ في كل دائرة قضائية مكلفة بمراقبة قضايا العنصرية والتمييز. بالإضافة إلى ذلك، أصدرت كلية المدعين العامين –هيئة حكومية يخدم فيها كبار المدعين العامين– توجيهًا حول تحديد انتهاكات قوانين مكافحة العنصرية ومناهضة التمييز.